# Eluned
Eluned o Almeda (in gallese, Eiliwedd; in latino, Almedha o Elevetha; 468) è stata una principessa gallese, venerata come santa, vergine e martire dalla Chiesa cattolica.

## Biografia
Eluned era una delle numerose figlie di Brychan, re di regno di Brycheiniog, e quindi sorella dei santi Nectan e Wenna di Talgarth. Si convertì al cristianesimo in giovane età e fuggì di casa per non doversi sposare con un nobile pagano che la voleva in moglie. Fuggì per tutto il Galles, fino ad arrivare a Slwch Tump dove, nonostante la protezione del signore locale, fu raggiunta dal suo pretendente, che la decapitò. La sua testa rotolò a valle e, nel luogo in cui colpì una pietra, sarebbe sorta una sorgente. Ai tempi della conquista normanna, al pozzo costruito sopra la sorgente venivano attribuiti poteri curativi. Stando a William Worcester, i suoi resti furono custoditi da monache benedettine in un monastero a Usk. Sia il monastero che il pozzo furono distrutti dopo lo scisma anglicano.